# Орлович, Теодор Максович
Теодо́р Ма́ксович Орло́вич (1909 — 1984) — советский хозяйственный деятель, руководитель и организатор кабельного производства, основатель ОКБ Кабельной промышленности (ОКБ КП) в городе Мытищи. Почётный гражданин города Мытищи (2022).

## Биография
Родился 26 июня (9 июля) 1909 года в Кременчуге (ныне Полтавская область, Украина), где его отец, Макс Тодресович Орлович, был совладельцем «Торгового дома братьев Исаака и Макса Орлович» (по торговле аптекарскими растениями и товарами).
С 1930 года работал на Московском объединённом кабельном заводе (позднее — завод «Электропровод») в отделе рационализации в должности техник по вопросам организации управления и производства и научной организации труда. Здесь он также работал на следующих должностях: мастер в цехах, технолог, плановик, начальник цеха, начальник лаборатории, начальник ОТК, главный инженер. В годы Великой Отечественной войны руководил эвакуацией оборудования завода и введением в строй в эвакуации новых заводов.
Во время Великой Отечественной войны под руководством Теодора Орловича был разработан кабель специальной конструкции для прокладки в воде, предназначавшийся для обеспечения советским войскам успеха в боях на тихвинском направлении в блокированном Ленинграде

В 1947 году совместно с М. М. Петровым Теодор Орлович предложил новую конструкцию проводов для системы зажигания авиационных двигателей, способных при малых габаритах и весе выдерживать высокое напряжение после длительного пребывания в агрессивных средах.
В 1950 году приказом министра ему было поручено организовать ОКБ при заводе «Электропровод» для разработки и организации выпуска кабелей для радиолокации и сверхзвуковой авиации, которое он впоследствии возглавил. Днём основания данного ОКБ считается 1 января 1951 года.
В 1956 году на базе ОКБ при заводе «Электропровод» организовал новое независимое предприятие — ОКБ Кабельной промышленности с опытным производством, в которое вошли его коллеги с «Электропровода», а также сотрудники артели «Кооппроводник». Основной задачей данного ОКБ стало обеспечение современными проводами и кабелями важнейших отраслей народного хозяйства. Оно создано 6 августа 1956 года приказом министра электротехнической промышленности. В 1958 году ОКБ КП перебазировалось в подмосковный город Мытищи. За время, когда Орлович возглавлял ОКБ КП, оно завоевало большой авторитет среди предприятий, создающих современную авиакосмическую и иную технику.
С 1970 по 1982 год работал во ВНИИКП заведующим лабораторией и советником директора института.
Скончался 20 июня 1984 года в Москве.

## Семья
- брат — Ефим Максович Орлович (1907—1938), инженер-конструктор завода автотракторного электрооборудования № 1 в Москве, расстрелян.[6]

## Награды и премии
- орден Ленина (1969)
- орден Трудового Красного Знамени (1942)[4]
- Сталинская премия второй степени (1943) — за разработку новых видов пластмасс и их применение в кабельной промышленности[1][4]

## Труды
- Кранихфельд Л. И., Орлович Т. М., Хазен Л. З. Кремнийорганические резины в кабельной технике. — Москва: ВНИИЭМ, 1966. — 90 с.
- Ефимов И. Е., Орлович Т. М. Расчёт основных параметров радиочастотных кабелей // Радиоэлектроника : научно-технический журнал. — 1957. — № 8. — С. 3-14.